# Johan Christian Kerrn
Johan Christian Kerrn (13. august 1787 i København – 28. november 1862) var en dansk tømrermester og chef for Københavns Brandkorps.
Han var søn af Christopher og Anne Sophie Kern af en indvandret tysk slægt. Som så mange andre håndværksmestre og brandfolk var også faderen Christopher Kerrn med til at genopbygge hovedstaden efter branden 1795. 1801-02 lod han huset Nørre Voldgade 6 opføre.
1831 blev Johan Christian Kerrn udnævnt til kaptajn i Brandkorpset, hvilket blev konfirmeret 1841. 1849 blev han brandmajor og 1856 oberstløjtnant og leder af Brandkorpset. I 1858 ansøgte han om afsked, hvilket blev ham bevilget 18. februar 1859.
Fra 1844 var han kurator ved Sankt Petri Kirke, og han var tillige branddirektør. 1833-42 sad han desuden i Københavns Borgerrepræsentation. 7. juli 1843 blev han Ridder af Dannebrog og efter sin afgang 26. februar 1859 Dannebrogsmand.
Johan Christian Kerrn var en central figur i Guldalderens København og udførte bl.a. tømrerarbejdet på Thorvaldsens Museum.
Han blev gift med Anne Marie Velschouw (1798-1874). Tre af hans døtre blev gift med henholdsvis arkitekt Jens Eckersberg og murermester Hans Fussing (sidstnævnte var gift to gange). Hans søn Frederik Emil Kerrn (1824-?) blev oldermand for Københavns Tømrerlaug, mens en anden søn, den klassiske filolog Carl Christian Christopher Kerrn (1819-1889) blev overlærer ved Metropolitanskolen.